# Hartlief (Unternehmen)

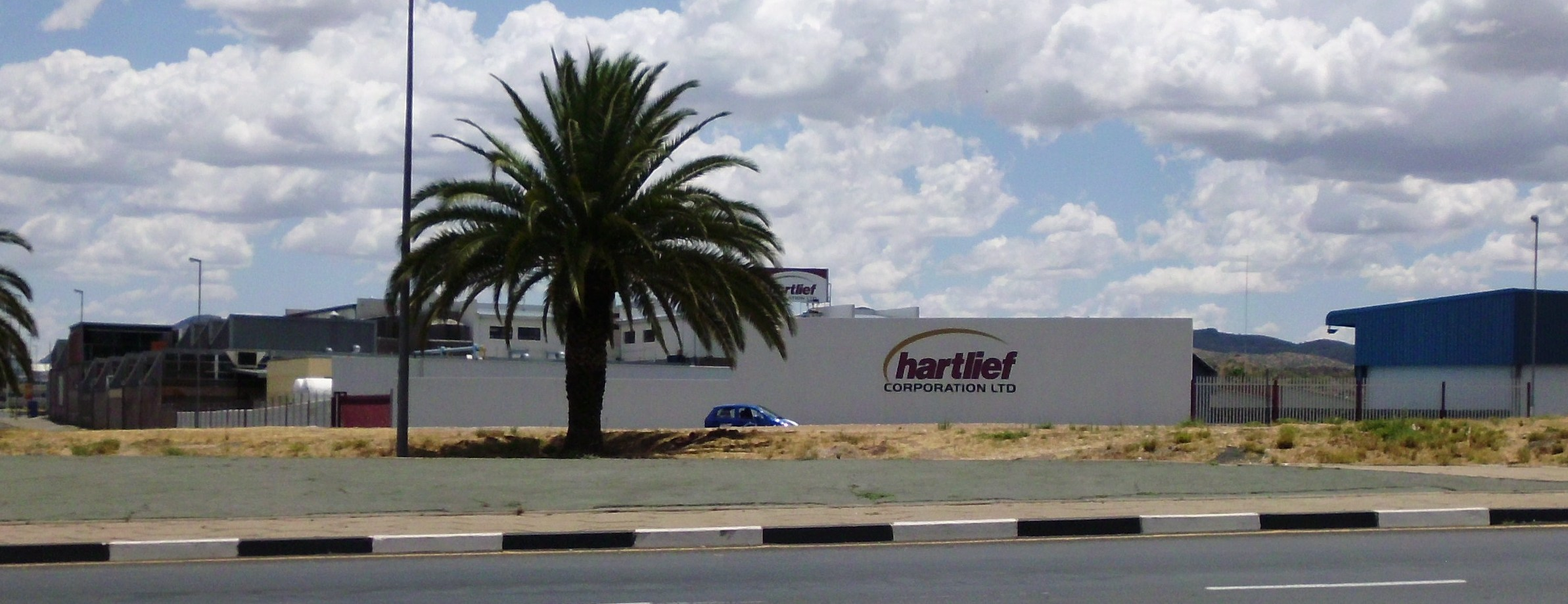
Das Fleischwerk von Hartlief im Windhoeker Stadtteil Northern Industrial

Hartlief (offiziell Hartlief Corporation) ist ein namibisches Unternehmen der Fleischwirtschaft. Es handelt sich – nach Eigenaussage – um den „erfolgreichsten und modernsten Fleischbetrieb Afrikas“. 
Hartlief stellt her und vermarktet sowohl Fleisch als auch Fleischwaren in Namibia und Südafrika. Das Unternehmen produziert derzeit (2012) Produkte aus Rindfleisch, Lammfleisch und Schweinefleisch sowie Erzeugnisse aus Wild und Geflügel.

## Unternehmensgeschichte
Hartlief geht aus einer Windhoeker Fleischerei hervor, welche 1946 vom Familienunternehmen von Karl und Inge Hartlief gekauft wurde. 1970 übernahm die Tochter Renate, gemeinsam mit dem ebenfalls aus der Fleischgewerbe kommenden Ehemann Wolfgang Raith den Betrieb. Die Raiths setzten auf Expansion und verwandelten den Betrieb binnen weniger Jahre in ein Unternehmen, welches international als Erzeuger und Vermarkter von Fleisch- und Wurstspezialitäten Fuß fassen konnte. Bereits Anfang der 1970er Jahre wurde aufgrund der hohen Nachfrage mit dem Bau eines neuen Fleischwerks im Windhoeker Norden begonnen, welches 1983 fertiggestellt wurde und seitdem in Betrieb ist. Heute gilt es im Hinblick auf Effizienz und Ausstattung als eine der modernsten Fleischverarbeitungsstätten auf dem afrikanischen Kontinent.
Im November 2019 wurde das Unternehmen mehrheitlich von der namibischen Unternehmensgruppe Ohlthaver & List gekauft.

## Produktionsstandorte
Hartlief unterhält einen Schlachthof in Mariental, wo gleichermaßen Frischfleisch zur Direktvermarktung erzeugt und Rohmaterial für die Erzeugung von Veredelungsprodukten im Windhoeker Fleischwerk gewonnen wird. Der Schlachthof ist EU-zertifiziert und exportiert Springbockfleisch sowie Lammfleisch in die Europäische Union, nach Norwegen und Südafrika. Im Windhoeker Stadtteil Northern Industrial befindet sich das Fleischwerk des Unternehmens, wo Veredelungsprodukte erzeugt werden. Anlässlich des 60. Unternehmensjubiläums wurde das Fleischwerk in Windhoek 2006 um ein Bistro und einen Werksverkauf ergänzt. Der Unternehmenssitz befindet sich seit jeher in Windhoek. Zudem verfügt das Unternehmen über Schlachtereien und Handelsdepots, sowie drei Delis in Südafrika, ein Verteilungslager in Kapstadt und Kühllager in Ongwediva im Norden Namibias.

## Produktpalette
Heute stellt Hartlief eine Vielzahl an Produkten her. Die Produktpalette kann generell in Frischfleisch und Veredelungsprodukte getrennt werden. Letzteres kann darüber hinaus einerseits in geräucherte und anderweitig gereifte Produkte (z. B. Lufttrocknung) und andererseits in gekochte Produkte (z. B. Kochschinken) unterteilt werden. Darüber hinaus wird auch Biltong hergestellt. Unter anderem vertreibt das Unternehmen ein als „Schwarzwälder Schinken“ betiteltes Produkt in Namibia und Südafrika.